# Kaninstarr
Kaninstarr (Carex brevior) är en halvgräsart som först beskrevs av Chester Dewey, och fick sitt nu gällande namn av Kenneth Kent Mackenzie och Joël Lunell. Enligt Catalogue of Life ingår Kaninstarr i släktet starrar och familjen halvgräs, men enligt Dyntaxa är tillhörigheten istället släktet starrar och familjen halvgräs. Arten förekommer tillfälligt i Sverige, men reproducerar sig inte. Inga underarter finns listade i Catalogue of Life.

## Bildgalleri

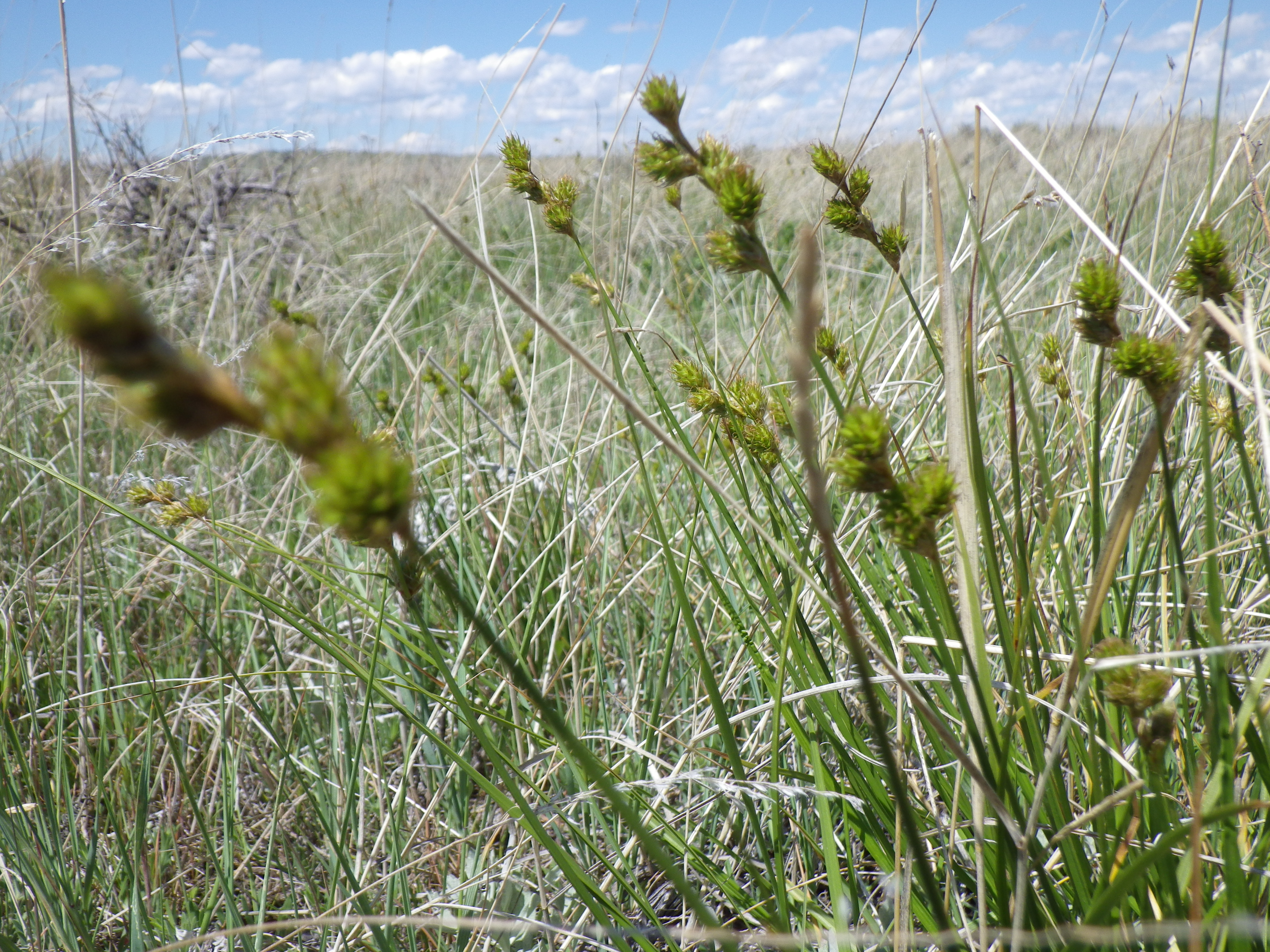
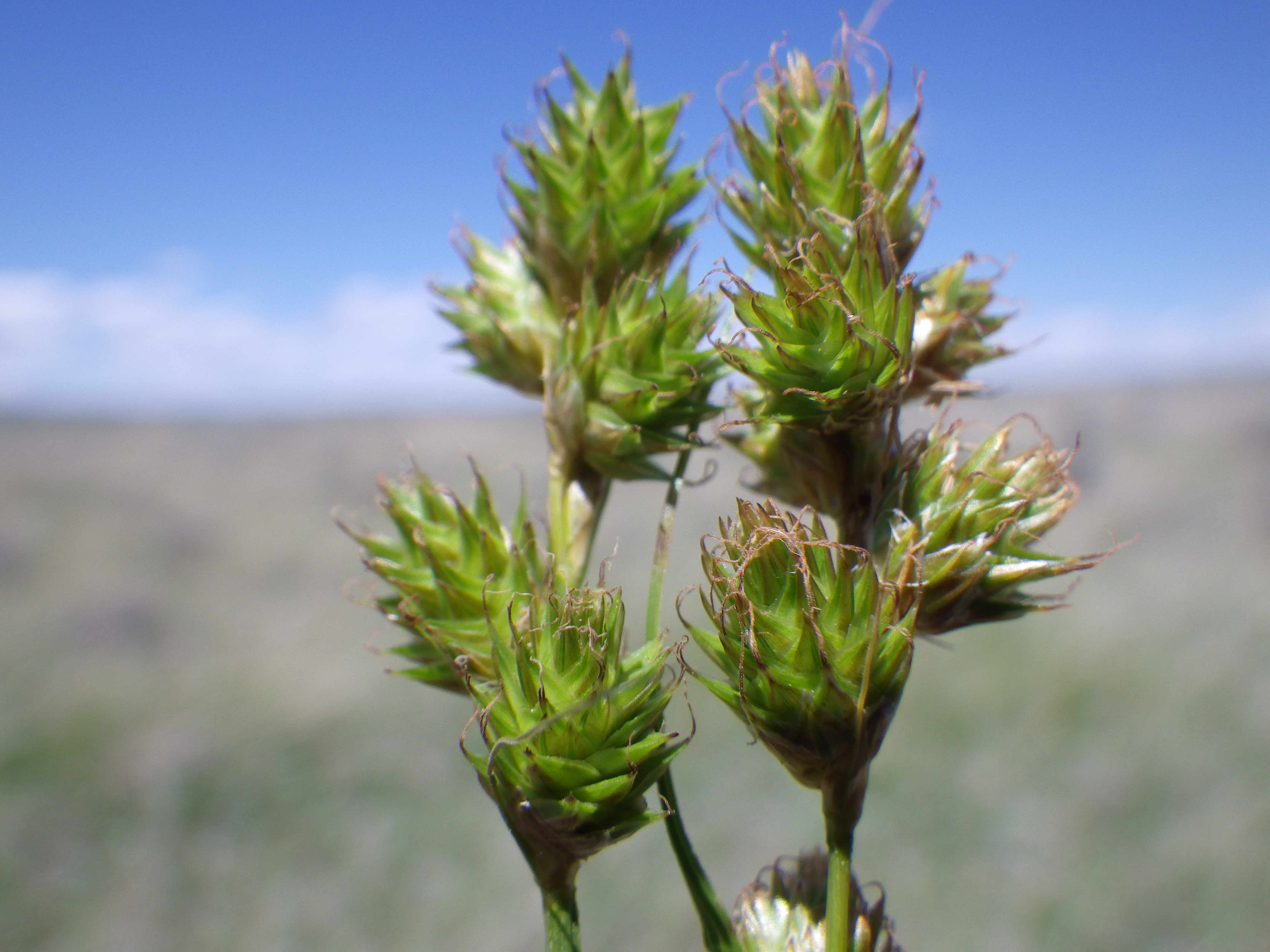
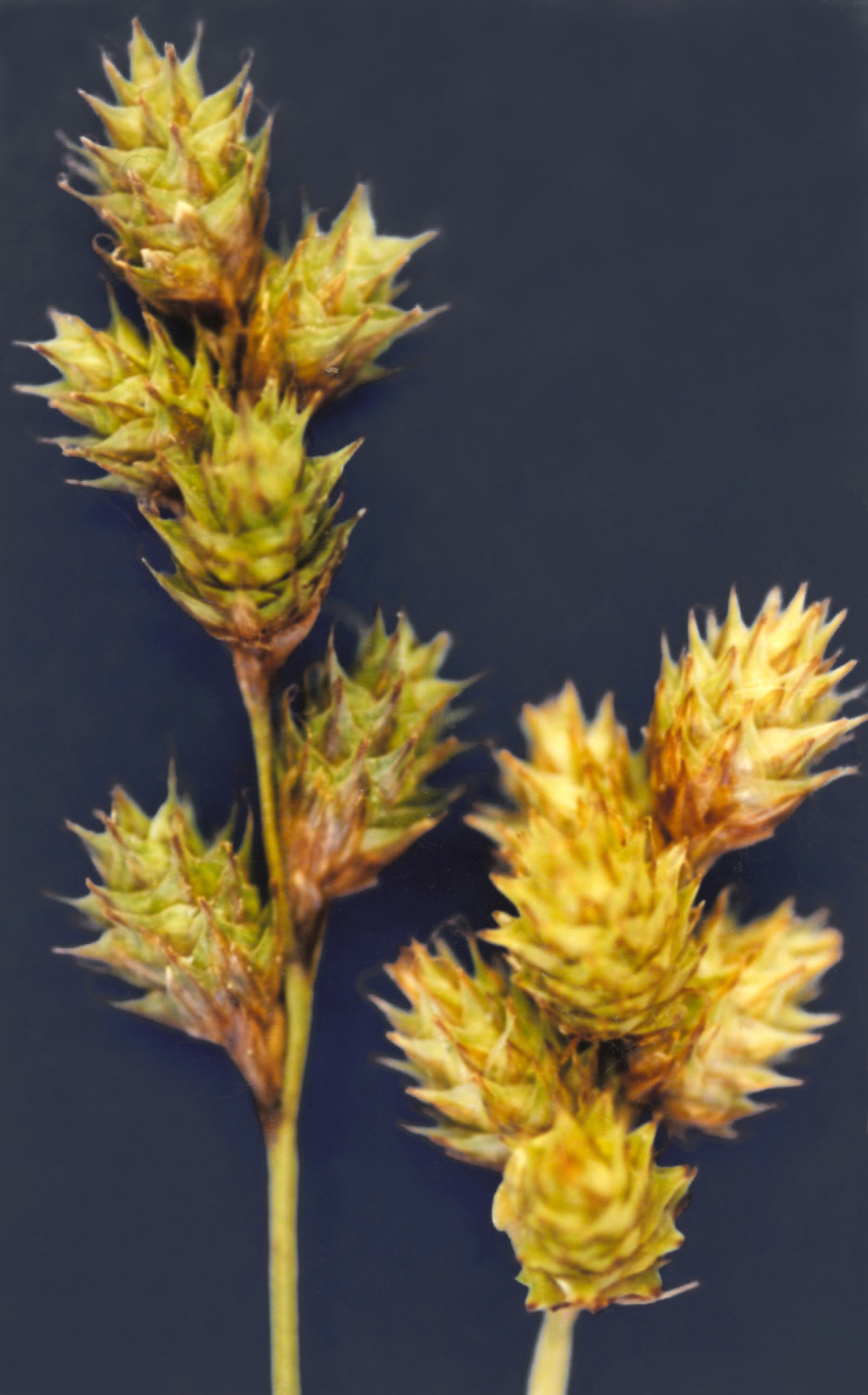
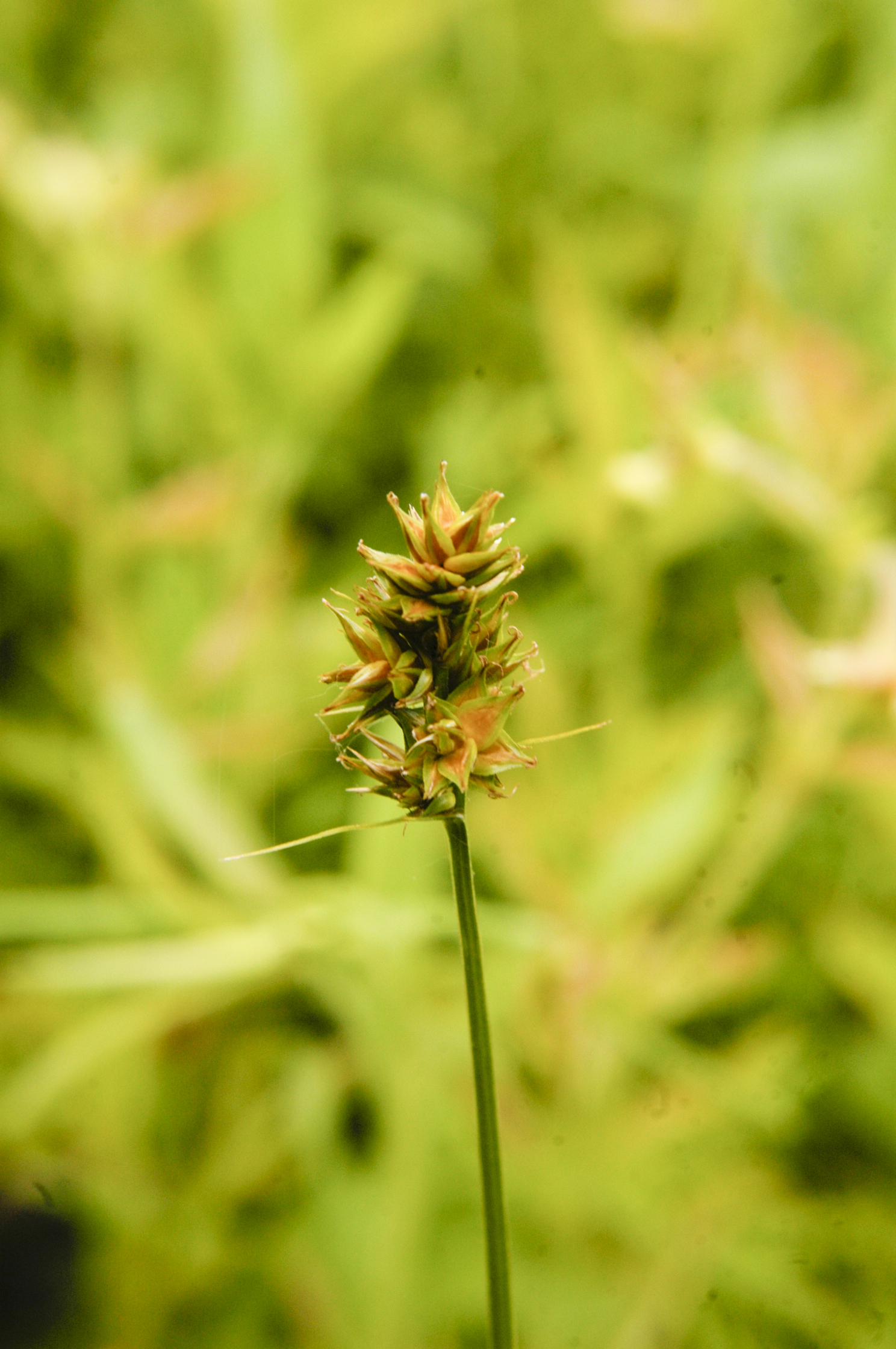